# آلساندرا دی سانتسو
آلساندرا دی سانتسو (ایتالیایی: Alessandra Di Sanzo؛ زادهٔ ۲۶ اوت ۱۹۶۹) بازیگر اهل ایتالیا است. وی در سال ۱۹۸۹ نامزد دریافت جایزهٔ فیلم اروپا شد.
از فیلم‌ها یا برنامه‌های تلویزیونی که وی در آن نقش داشته است، می‌توان به تا ابد مری و پسران حاشیه‌نشین اشاره کرد.